# چائو سن کوکسال چوم
چائو سن کوکسال چوم (انگلیسی: Chau Sen Cocsal Chhum)؛ زادهٔ ۱ سپتامبر ۱۹۰۵ – درگذشتهٔ ۲۲ ژانویه ۲۰۰۹) یک سیاست‌مدار اهل کامبوج بود. وی از ۶ اوت ۱۹۶۲ تا ۶ اکتبر ۱۹۶۲ نخست‌وزیر این کشور بود.
چائو سن کوکسال چوم در ۲۲ ژانویه ۲۰۰۹ در سن ۱۰۳ سالگی درگذشت. وی با عمر ۱۰۳ سال و ۱۴۳ روز دارای بیشترین طول عمر در بین حاکمان و روسای کشورها در جهان است.